# 路易·特鲁瑟利耶
路易·特鲁瑟利耶（法語：Louis Trousselier，1881年1月29日—1939年4月24日），生于勒瓦卢瓦-佩雷，法国男子自行车运动员。
特鲁瑟利耶曾获得1900年夏季奥林匹克运动会记分赛铜牌和1905年环法自行车赛总冠军。